# Gerrit Berveling
Gerrit Berveling (Vlaardingen, 1º aprile 1944) è un esperantista olandese.
Studioso di greco e latino, è stato insegnante di scuola media di tali materie.
È redattore della rubrica Spirita vivo nella rivista Monato e redattore della rivista letteraria Fonto.
Ha appreso l'esperanto nel 1972 e ha composto lavori originali in lingua, sia in prosa che in poesia; sono inoltre numerose le sue traduzioni dal latino, dal greco e dall'olandese.
È membro della Akademio de Esperanto.

## Biografia
Professionalmente Berveling opera in due settori: è insegnante di lingue classiche (latino e greco antico) e italiano, e pastore protestante.
Ha studiato Lingue Classiche all'università di Leiden e Teologia nelle Università di Utrecht e Leiden. Dopo aver insegnato per 14 anni, è stato pastore protestante per 14 anni e adesso è di nuovo insegnante. 
Per la sua traduzione della Antologio Latina ha ricevuto il Premio OSIEK nel 2003.
A 13 anni andò via di casa perché voleva diventare un prete cattolico. Compì gli studi secondari in seminario. Al quinto anno di studi lesse tutta la Bibbia e questo fatto cambiò la sua vita: lasciò il seminario e la chiesa cattolica romana, diventò provvisoriamente filologo e insegnante di lingue classiche. Alla fine trovò una patria religiosa nella chiesa protestante e diventò pastore dopo aver completato gli studi di teologia.
Berveling si occupa di testi biblici, ma non li considera "la Parola di Dio", perché i singoli autori biblici "corressero" i loro predecessori: ogni religione e ogni chiesa (samaritani, ebrei, cattolici romani, greci ortodossi, russi ortodossi ecc.) basa la "sua" Bibbia su testi biblici e libri diversi.
Negli ultimi tempi Berveling contribuisce sistematicamente anche a Vikipedio, la versione in esperanto di Wikipedia.

## Opere principali

### Opere originali
- Tri 'stas tro
- Dio / Kristanismo / Aliaj Religioj
- Mia Pado
- Ajnasemajne

### Traduzioni
- Apologio de Tertuliano
- Antologio Latina
- La Duakanonaj Libroj